# Ficțiune scurtă de Stephen King
Aceasta este o listă de ficțiuni scurte scrise de Stephen King. Lista include povestiri scurte, nuvelete și nuvele, precum și poezii, aranjate cronologic după data primei publicări. Sunt evidențiate de asemenea și revizuirile majore ale unor lucrări. 
În total, 166 de lucrări sunt enumerate: 113 povestiri scurte, 11 nuvelete, 17 nuvele și 12 poezii, precum și 9 extrase impurii și 4 piese de teatru scrise pentru marele ecran, scenă și televiziune. Cele mai multe dintre aceste lucrări au fost adunate în cele cinci colecții de povestiri ale autorului: Night Shift (1978), Skeleton Crew (1985), Nightmares & Dreamscapes (1993), Everything's Eventual (2002) și Just After Sunset (2008); și în cele patru colecții de nuvele: Anotimpuri diferite (1982), Four Past Midnight (1990), Hearts in Atlantis (1999) și Full Dark, No Stars (2010). Cu toate acestea, 35 din aceste lucrări (cu excepția primelor sale fragmente, povesti încorporate mai târziu în lucrări mai lungi si celor publicate după Just After Sunset) au rămas neadunate în colecții.
Aceasta este o listă completă pe baza datelor apărute în data de 31 decembrie 2004 în The Complete Guide to the Works of Stephen King/Ghidul complet al lucrărilor lui Stephen King de Rocky Wood și alții (ISBN 0-9750593-3-5); la data de 31 decembrie 2005 în Stephen King: Uncolectată, Unpublished (ISBN 1-58767-130-1 și ISBN 0-9750593-4-3) de Rocky Wood și alții și la sfârșitul anului 2007 Stephen King: A Primary Bibliography of the World’s Most Popular Author de Justin Brooks (ISBN 1-58767-153-0). A se vedea, de asemenea, site-ul oficial (Versiunea arhivată).

## Anii 1950
1959
- Jumper (povestire) [1]
- Land of 1,000,000 Years Ago (povestire)
- Thirty-One of the Classics (nuvelă)

## Anii 1960
1960
- The Cursed Expedition (povestire)
- I've Got to Get Away! (povestire)
- Hotel at the End of the Road (povestire)
- Never Look Behind You (povestire)
- The Other Side of the Fog (povestire)
- Rush Call (povestire) [1]
- The Stranger (povestire)
- The Thing at the Bottom of the Well (povestire)

1961
- The Pit and the Pendulum (povestire)

1964
- The Star Invaders (povestire)

1965
- Codename: Mousetrap (povestire)
- I Was a Teenage Grave Robber (povestire)

1966
- The 43rd Dream (povestire)

1967
- The Glass Floor (povestire)

1968
- Cain Rose Up (povestire) [2]
- Here There Be Tygers (povestire) [2]
- Harrison State Park '68 (poezie)
- Strawberry Spring (povestire, colectată ulterior și revizuită în mare măsură) [3][4]

1969
- The Dark Man (poezie)
- Night Surf (povestire, colectată ulterior și revizuită în mare măsură) [5][3]
- The Reaper's Image (povestire, colectată ulterior și revizuită în mare măsură) [6][2]
- Stud City (povestire, ulterior încorporată în textul nuvelei The Body)

## Anii 1970
1970
- Graveyard Shift (povestire) [5][3]
- Donovan's Brain (poezie)
- Silence (poezie)
- Slade (povestire)

1971
- The Blue Air Compressor (povestire, ulterior revizuită în 1981)
- Brooklyn August (poezie) [7]
- I Am the Doorway (povestire) [3]
- In the Key Chords of Dawn (poezie)
- The Hardcase Speaks (poezie)
- She Has Gone to Sleep While... (poezie)
- Woman with Child (poezie)

1972
- Battleground (povestire) [5][3]
- The Fifth Quarter (povestire) [5][7]
- The Mangler (povestire) [5][3][8]
- Suffer the Little Children (povestire) [7]

1973
- The Boogeyman (povestire) [5][3]
- Gray Matter (povestire) [3][4]
- It Grows on You (povestire, ulterior revizuită în 1982; colectată și revizuită din nou în 1993) [7]
- Trucks (povestire) [5][3]

1974
- Sometimes They Come Back (povestire) [5][3]

1975
- The Lawnmower Man (povestire) [3]
- The Revenge of Lard Ass Hogan (povestire, ulterior încorporată în nuvela The Body)

1976
- I Know What You Need (povestire) [3]
- The Ledge (povestire) [5][3]
- Weeds (povestire, colectată ca The Lonesome Death of Jordy Verrill sub formă de carte de benzi desenate în filmul Creepshow) [5]

1977
- The Cat from Hell (povestire) [5][9]
- Children of the Corn (povestire) [5][3][8]
- The King Family and the Wicked Witch (povestire)
- The Man Who Loved Flowers (povestire) [3]
- One for the Road (povestire) [3][4]

1978
- Jerusalem's Lot (povestire) [3][10]
- The Gunslinger (nuveletă, colectată revizuit în The Dark Tower: The Gunslinger)
- The Last Rung on the Ladder (povestire) [3]
- Man with a Belly (povestire)
- The Night of the Tiger (povestire)
- Nona (povestire) [2][9]
- Quitters, Inc. (povestire) [5][3]
- The Woman in the Room (povestire) [3]

1979
- The Crate (povestire, colectată sub formă de carte de benzi desenate în Creepshow) [5]

## Anii 1980
1980
- Big Wheels: A Tale of the Laundry Game (Milkman #2) (povestire) [2]
- Crouch End (povestire) [5][7]
- The Mist (nuvelă) [5][2]
- The Monkey (povestire) [2][9]
- The Way Station (nuveletă, colectată revizuit în The Dark Tower: The Gunslinger)
- The Wedding Gig (povestire) [2]

1981
- The Bird and the Album (fragment timpuriu din It)
- The Gunslinger and the Dark Man (povestire, colectată revizuit în The Dark Tower: The Gunslinger)
- The Jaunt (povestire) [2]
- The Man Who Would Not Shake Hands (povestire) [2]
- The Monster in the Closet (fragment timpuriu din Cujo)
- The Oracle and the Mountains (povestire, colectată revizuit în The Dark Tower: The Gunslinger)
- The Reach (povestire) [2][10]
- The Slow Mutants (nuveletă, colectată revizuit în The Dark Tower: The Gunslinger)

1982
- Apt Pupil (nuvelă) [5][6]
- Before the piesă de teatru (prolog nefolosit în The Shining)
- The Body (nuvelă) [5][6]
- The Breathing Method (povestire) [6]
- The Raft (povestire) [5][2]
- Rita Hayworth and Shawshank Redemption (nuvelă) [5][6][8]
- Skybar (povestire incompletă)
- Survivor Type (povestire) [2]

1983
- The Return of Timmy Baterman (fragment timpuriu din Pet Sematary)
- Uncle Otto's Truck (povestire) [2][10]
- Word Processor of the Gods (povestire) [5][2]

1984
- The Ballad of the Flexible Bullet (nuveletă) [2][1]
- Beachworld (povestire) [2]
- Gramma (povestire) [5][2]
- Mrs. Todd's Shortcut (povestire) [2]
- The Revelations of Becka Paulson (fragment timpuriu din The Tommyknockers) [5]

1985
- Dolan's Cadillac (nuveletă) [7]
- For Owen (poezie) [2]
- Morning Deliveries (Milkman #1) (povestire) [2]
- Paranoid: A Chant (poezie) [2]

1986
- The End of the Whole Mess (povestire) [5][7]
- For the Birds (povestire)

1987
- The Doctor's Case (povestire) [7]
- Popsy (povestire) [7]

1988
- Dedication (nuveletă) [7]
- The Night Flier (povestire) [5][7]
- The Reploids (povestire)
- Sneakers (povestire) [7]

1989
- Home Delivery (povestire) [7][10]
- My Pretty Pony (povestire) [7]
- Rainy Season (povestire) [7][10]

## Anii 1990
1990
- An Evening at God's (piesă de teatru)
- The Bear (fragment timpuriu din The Dark Tower III: The Waste Lands)
- The Langoliers (nuvelă) [5][11]
- The Library Policeman (nuvelă) [11]
- The Moving Finger (povestire) [5][7]
- Secret Window, Secret Garden (nuvelă) [5][11]
- The Sun Dog (nuvelă) [11]

1992
- Chattery Teeth (povestire) [5][7]
- You Know They Got a Hell of a Band (povestire) [7]

1993
- The Beggar and the Diamond (povestire) [7]
- The House on Maple Street (povestire) [7]
- Jhonathan and the Witchs (povestire, scrisă în 1956)
- Sorry, Right Number (telepiesă de teatru, scrisă în 1987) [5][7]
- The Ten O'Clock People (povestire) [7]
- Umney's Last Case (povestire) [5][7]

1994
- Blind Willie (nuveletă, ulterior colectată revizuită în mare măsură) [12][13]
- Dino (poezie)
- The Killer (povestire, scrisă în mid-1960s)
- The Man in the Black Suit (povestire) [12][14]

1995
- Luckey Quarter (povestire) [12][14]
- Lunch at the Gotham Café (povestire) [5][12][4][14]

1997
- Autopsy Room Four (povestire) [5][12][14]
- Everything's Eventual (nuveletă) [14]
- General (scenariu de film, scris în 1985)
- L. T.'s Theory of Pets (povestire) [12][14]

1998
- The Little Sisters of Eluria (nuveletă) [14]
- That Feeling, You Can Only Say What It Is in French (povestire) [14]

1999
- 1408 (povestire) [5][4][14][8]
- Hearts in Atlantis (nuvelă) [5][13][8]
- Heavenly Shades of Night are Falling (povestire) [5][13]
- In the Deathroom (povestire) [4][1][14][9]
- Low Men in Yellow Coats (nuvelă) [5][13]
- The New Lieutenant's Rap (fragment timpuriu din Why We're In Vietnam)
- The Road Virus Heads North (povestire) [5][14][10]
- Why We're In Vietnam (nuveletă) [13]

## Anii 2000
2000
- The Old Dude's Ticker (povestire, scrisă la începutul anilor 1970)
- Riding the Bullet (nuveletă) [5][14]

2001
- All That You Love Will Be Carried Away (povestire) [14]
- Calla Bryn Sturgis (fragment timpuriu din The Dark Tower V: Wolves of the Calla)
- The Death of Jack Hamilton (povestire) [14]

2003
- Harvey's Dream (povestire) [9]
- Rest Stop (povestire) [9]
- Stationary Bike (povestire) [9]
- The Tale of Gray Dick (fragment timpuriu din The Dark Tower V: Wolves of the Calla)

2004
- Lisey and the Madman (fragment timpuriu din Lisey's Story)

2005
- The Furnace (partial povestire)
- The Things They Left Behind (povestire) [9]

2006
- Memory (fragment timpuriu din Duma Key, colecționată în Blaze)
- Willa (povestire) [9]

2007
- Ayana (povestire) [9]
- Graduation Afternoon (povestire) [9]
- The Gingerbread Girl (nuvelă) [9]
- Mute (povestire) [9]

2008
- N. (nuvelă) [9]
- The New York Times at Special Bargain Rates (povestire) [9]
- A Very Tight Place (nuvelă) [9]

2009
- Throttle (nuvelă, în colaborare cu scriitorul Joe Hill)
- Morality (povestire, colecționată în Blockade Billy)
- Ur (nuvelă)
- Mostly Old Men (poezie)
- The Bone Church (poezie)
- Premium Harmony (povestire)

## Anii 2010
2010
- Tommy (poezie)
- Blockade Billy (nuvelă)
- 1922 (nuvelă) [15]
- Big Driver (nuvelă) [15]
- Fair Extension (nuvelă) [15]
- A Good Marriage (nuvelă) [15]

2011
- Herman Wouk is Still Alive (povestire)
- Under the Weather (povestire)
- The Little Green God of Agony (povestire)
- Mile 81 (nuvelă)
- The Dune (povestire)